# J.League Division 1 2013
La stagione 2013 è stata la ventunesima edizione della J.League Division 1, massimo livello del campionato giapponese di calcio.

## Avvenimenti

### Antefatti

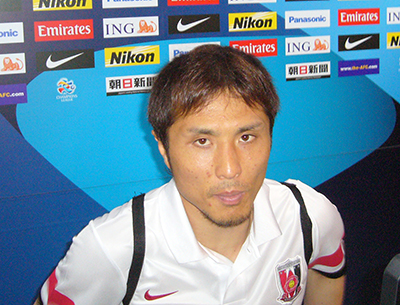
Daisuke Nasu, passato dal Kashiwa Reysol agli Urawa Red Diamonds durante il precampionato.

Le modalità di svolgimento della manifestazione, diramate a partire dal 18 dicembre 2012 con un comunicato pubblicato sul sito della J.League, rimangono invariate introducendo tuttavia una nuova normativa che agevola la sottoscrizione di contratti per giocatori con età inferiore ai 23 anni. In questo contesto, la sessione di calciomercato tenutasi durante il precampionato vide un consistente afflusso di giovani provenienti dalle serie inferiori o da settori giovanili, con le squadre che non operarono significativi cambiamenti nelle loro rose titolari.
Per quanto riguarda i trasferimenti più importanti, l'Albirex Niigata si assicurò l'ex nazionale Tatsuya Tanaka, prelevato dagli Urawa Red Diamonds che ripiegarono su Ryōta Moriwaki e Daisuke Nasu, rispettivamente parte delle formazioni titolari del Sanfrecce Hiroshima e del Kashiwa Reysol. Il Kashima Antlers acquistò Davi, capocannoniere della precedente edizione della seconda divisione mentre il Kashiwa Reysol ottenne in prestito dal Guangzhou Evergrande il centrocampista Cléo. Lo Shimizu S-Pulse prese in prestito il brasiliano Baré, il Ventforet Kofu e il Sagan Tosu rinnovarono i loro elementi provenienti dall'estero effettuando acquisti, rispettivamente, in Brasile e Colombia.

### Avvenimenti
L'inizio del campionato fu favorevole agli Yokohama F·Marinos che, segnando un numero elevato di reti (4 nella prima giornata con lo Shonan Bellmare e 5 contro lo Shimizu S-Pulse) e ottenendo alcuni risultati di prestigio (fra cui il 3-1 contro i campioni in carica del Sanfrecce Hiroshima alla quinta giornata), rimasero a punteggio pieno per sei gare, inseguiti dagli Urawa Red Diamonds e dall'Omiya Ardija. Questi ultimi, vincendo il derby cittadino coi Red Diamonds e approfittando di un declino delle altre concorrenti, assunsero il comando solitario della classifica già all'ottavo turno e presero il largo giungendo, alla vigilia della pausa del torneo per la Confederations Cup, con un vantaggio di cinque punti sugli Yokohama F·Marinos e gli Urawa Red Diamonds. La ripresa del torneo vide un declino da parte dell'Omiya Ardija che, dando inizio a una lunga serie negativa (che la farà scendere fino al quattordicesimo posto finale, ottenuto vincendo solo tre gare su diciannove nel girone di ritorno), favorirà l'avvicinamento di un Sanfrecce che, grazie ad una lunga striscia positiva di risultati, agganciò la capolista all'ultima giornata del girone di andata e piazzò il sorpasso in occasione dello scontro diretto in programma il 31 luglio.
Le prime battute del girone di ritorno videro il ritorno in vetta da parte degli Yokohama F·Marinos, che approfittarono di alcuni passi falsi dei campioni in carica (come la sconfitta esterna contro gli Urawa Red Diamonds del 3 agosto) per riprendere il comando della graduatoria. Di lì in poi gli Yokohama F·Marinos rimarranno saldamente in testa alla classifica, tallonati da un Sanfrecce capace di piazzare l'aggancio il 24 agosto e alla vigilia dello scontro diretto in programma il 19 ottobre. Vincendo di misura il confronto, gli Yokohama F·Marinos parvero lanciati verso il titolo, giungendo a due turni dal termine a +4 sugli Urawa Red Diamonds e a +5 dal Sanfrecce. In quel frangente, tuttavia, la squadra perderà tutte le gare rimanenti favorendo un sorpasso in extremis del Sanfrecce, che potrà quindi confermarsi campione nazionale. Nelle posizioni immediatamente inferiori, tre sconfitte nelle ultime tre gare costarono agli Urawa Red Diamonds la qualificazione in AFC Champions League a vantaggio del Kawasaki Frontale del capocannoniere Yoshito Ōkubo, che piazzerà il sorpasso sconfiggendo gli Yokohama F·Marinos.
I verdetti in zona retrocessione si decisero con diverse giornate di anticipo e videro condannato, assieme alle neopromosse Oita Trinita (già in evidente ritardo sulle altre concorrenti al termine del girone di andata) e Shonan Bellmare, il blasonato Júbilo Iwata che a tre gare dalla conclusione ottenne la sua prima retrocessione dopo venti stagioni di militanza ininterrotta in massima serie.

## Squadre partecipanti

### Profili
| Club partecipanti   | Club partecipanti | Città     | Stadio                         | Stagione 2012                                       |
| ------------------- | ----------------- | --------- | ------------------------------ | --------------------------------------------------- |
| Albirex Niigata     | dettagli          | Niigata   | Niigata Stadium                | 15° in J.League Division 1                          |
| Cerezo Osaka        | dettagli          | Osaka     | Nagai Ball Gall Field          | 14° in J.League Division 1                          |
| Júbilo Iwata        | dettagli          | Iwata     | Yamaha Stadium                 | 12° in J.League Division 1                          |
| Kashima Antlers     | dettagli          | Kashima   | Kashima Soccer Stadium         | 11° in J.League Division 1                          |
| Kashiwa Reysol      | dettagli          | Kashiwa   | Hitachi Kashiwa Soccer Stadium | 6° in J.League Division 1                           |
| Kawasaki Frontale   | dettagli          | Kawasaki  | Todoroki Athletics Stadium     | 8° in J.League Division 1                           |
| Nagoya Grampus      | dettagli          | Nagoya    | Mizuho Athletic Stadium        | 7° in J.League Division 1                           |
| Oita Trinita        | dettagli          | Ōita      | Oita Bank Dome                 | 6° in J.League Division 2 (promosso dopo i playoff) |
| RB Omiya Ardija     | dettagli          | Saitama   | NACK5 Stadium Ōmiya            | 13° in J.League Division 1                          |
| Shimizu S-Pulse     | dettagli          | Shizuoka  | Outsourcing Stadium Nihondaira | 9° in J.League Division 1                           |
| Shonan Bellmare     | dettagli          | Hiratsuka | Shonan BMW Stadium Hiratsuka   | 2° in J.League Division 2 (promosso)                |
| Sagan Tosu          | dettagli          | Tosu      | Best Amenity Stadium           | 5° in J.League Division 1                           |
| Sanfrecce Hiroshima | dettagli          | Hiroshima | Hiroshima Big Arch             | Campione del Giappone                               |
| FC Tokyo            | dettagli          | Tokyo     | Tokyo Stadium                  | 10° in J.League Division 1                          |
| Urawa Reds          | dettagli          | Saitama   | Saitama Stadium 2002           | 3° in J.League Division 1                           |
| Vegalta Sendai      | dettagli          | Sendai    | Yurtec Stadium Sendai          | 2° in J.League Division 1                           |
| Ventforet Kofu      | dettagli          | Kōfu      | Yamanashi Chuo Bank Stadium    | 1° in J.League Division 2 (promosso)                |
| Yokohama F·Marinos  | dettagli          | Yokohama  | Nissan Stadium                 | 4° in J.League Division 1                           |

### Allenatori
| Squadra           | Allenatore                                                                   |                     | Squadra           | Allenatore     |
| ----------------- | ---------------------------------------------------------------------------- | ------------------- | ----------------- | -------------- |
| Albirex Niigata   | Masaaki Yanagishita                                                          |                     | Sagan Tosu        | Yoon Jung-Hwan |
| Cerezo Osaka      | Levir Culpi                                                                  | Sanfrecce Hiroshima | Hajime Moriyasu   |                |
| Júbilo Iwata      | Hitoshi Morishita (1ª-4ª) Tetsu Nagasawa (5ª-12ª) Takashi Sekizuka (13ª-34ª) | Shimizu S-Pulse     | Afshin Ghotbi     |                |
| Kashima Antlers   | Toninho Cerezo                                                               | Shonan Bellmare     | Cho Kwi-Jea       |                |
| Kashiwa Reysol    | Nelsinho Baptista                                                            | FC Tokyo            | Ranko Popović     |                |
| Kawasaki Frontale | Yahiro Kazama                                                                | Urawa Reds          | Mihailo Petrović  |                |
| Nagoya Grampus    | Dragan Stojković                                                             | Vegalta Sendai      | Makoto Teguramori |                |
| Oita Trinita      | Kazuaki Tasaka                                                               | Ventforet Kofu      | Hiroshi Jōfuku    |                |
| RB Omiya Ardija   | Zdenko Verdenik (1ª-20ª) Takeyuki Okamoto (21ª) Tsutomu Ogura (22ª-34ª)      | Yokohama F·Marinos  | Yasuhiro Higuchi  |                |

## Classifica
|                     | Pos. | Squadra             | Pt | G  | V  | N  | P  | GF | GS | DR  |
| ------------------- | ---- | ------------------- | -- | -- | -- | -- | -- | -- | -- | --- |
| Giappone (bandiera) | 1.   | Sanfrecce Hiroshima | 63 | 34 | 19 | 6  | 9  | 51 | 29 | +22 |
|                     | 2.   | Yokohama F·Marinos  | 62 | 34 | 18 | 8  | 8  | 49 | 31 | +18 |
|                     | 3.   | Kawasaki Frontale   | 60 | 34 | 18 | 6  | 10 | 65 | 51 | +14 |
|                     | 4.   | Cerezo Osaka        | 59 | 34 | 16 | 11 | 7  | 53 | 52 | +18 |
|                     | 5.   | Kashima Antlers     | 59 | 34 | 18 | 5  | 11 | 60 | 52 | +8  |
|                     | 6.   | Urawa Reds          | 58 | 34 | 17 | 7  | 10 | 66 | 56 | +10 |
|                     | 7.   | Albirex Niigata     | 55 | 34 | 16 | 4  | 13 | 48 | 42 | +6  |
|                     | 8.   | FC Tokyo            | 54 | 34 | 16 | 6  | 12 | 61 | 47 | +14 |
|                     | 9.   | Shimizu S-Pulse     | 50 | 34 | 15 | 5  | 14 | 48 | 57 | -9  |
|                     | 10.  | Kashiwa Reysol      | 48 | 34 | 13 | 9  | 12 | 56 | 59 | -3  |
|                     | 11.  | Nagoya Grampus      | 47 | 34 | 13 | 8  | 13 | 47 | 48 | -1  |
|                     | 12.  | Sagan Tosu          | 45 | 34 | 13 | 7  | 14 | 54 | 63 | -9  |
|                     | 13.  | Vegalta Sendai      | 45 | 34 | 11 | 12 | 11 | 41 | 38 | +3  |
|                     | 14.  | RB Omiya Ardija     | 45 | 34 | 14 | 3  | 17 | 45 | 48 | -3  |
|                     | 15.  | Ventforet Kofu      | 37 | 34 | 8  | 13 | 13 | 30 | 41 | -11 |
|                     | 16.  | Shonan Bellmare     | 25 | 34 | 6  | 7  | 21 | 34 | 62 | -28 |
|                     | 17.  | Júbilo Iwata        | 23 | 34 | 4  | 11 | 18 | 40 | 56 | -16 |
|                     | 18.  | Oita Trinita        | 14 | 34 | 2  | 8  | 24 | 31 | 67 | -36 |

Legenda:

      Campione del Giappone, ammessa alla AFC Champions League 2014

      Ammesse alla AFC Champions League 2014

      Retrocessa in J.League Division 2 2014

Note:

Tre punti a vittoria, uno a pareggio, zero a sconfitta.

## Risultati

### Tabellone
|                   | Alb  | Cer  | Jub  | Ant  | Rey  | Fro  | Gra  | Oit  | Ard  | Sag  | San  | Shi  | Sho  | Tok  | Red  | Veg  | Ven  | Mar  |
| ----------------- | ---- | ---- | ---- | ---- | ---- | ---- | ---- | ---- | ---- | ---- | ---- | ---- | ---- | ---- | ---- | ---- | ---- | ---- |
| Albirex Niigata   | –––– | 1-0  | 4-2  | 2-3  | 3-2  | 2-1  | 2-0  | 2-3  | 1-0  | 3-1  | 1-2  | 3-1  | 3-2  | 0-3  | 0-2  | 1-0  | 1-1  | 1-0  |
| Cerezo Osaka      | 1-0  | –––– | 2-0  | 2-0  | 1-1  | 0-0  | 2-1  | 0-0  | 1-2  | 4-1  | 1-0  | 4-1  | 2-1  | 1-0  | 2-2  | 1-1  | 0-1  | 2-1  |
| Júbilo Iwata      | 2-1  | 2-2  | –––– | 2-3  | 0-1  | 2-4  | 2-3  | 3-1  | 0-1  | 3-3  | 0-2  | 0-1  | 4-0  | 0-0  | 1-2  | 1-1  | 1-1  | 0-1  |
| Kashima Antlers   | 1-0  | 1-0  | 1-1  | –––– | 3-1  | 4-1  | 3-1  | 3-1  | 1-0  | 1-2  | 1-0  | 3-1  | 1-0  | 3-2  | 1-2  | 3-2  | 0-0  | 2-1  |
| Kashiwa Reysol    | 1-1  | 1-3  | 1-3  | 2-1  | –––– | 3-1  | 3-1  | 3-1  | 0-4  | 2-1  | 1-1  | 2-2  | 5-2  | 4-1  | 2-6  | 0-0  | 2-0  | 2-1  |
| Kawasaki Frontale | 2-1  | 2-2  | 2-1  | 4-2  | 3-1  | –––– | 2-1  | 1-1  | 2-1  | 0-1  | 2-0  | 2-0  | 1-2  | 2-2  | 4-0  | 4-2  | 1-1  | 1-0  |
| Nagoya Grampus    | 2-0  | 1-1  | 1-1  | 3-1  | 3-2  | 1-2  | –––– | 2-1  | 2-1  | 3-2  | 1-1  | 2-1  | 2-0  | 0-2  | 2-0  | 0-2  | 0-0  | 1-2  |
| Oita Trinita      | 1-3  | 0-2  | 1-1  | 2-3  | 0-0  | 0-1  | 1-2  | –––– | 0-2  | 2-4  | 1-1  | 2-3  | 1-2  | 1-2  | 2-2  | 0-1  | 0-1  | 0-1  |
| Omiya Ardiya      | 1-1  | 0-3  | 3-0  | 3-1  | 2-3  | 2-3  | 2-1  | 0-1  | –––– | 1-1  | 2-1  | 2-2  | 2-1  | 2-5  | 1-0  | 0-2  | 1-3  | 1-0  |
| Sagan Tosu        | 1-3  | 2-0  | 1-0  | 1-1  | 0-3  | 5-4  | 1-1  | 3-2  | 2-1  | –––– | 2-5  | 0-1  | 1-0  | 2-3  | 1-0  | 1-0  | 2-1  | 0-1  |
| Sanfrecce         | 2-0  | 1-0  | 2-1  | 0-0  | 0-0  | 4-2  | 1-1  | 1-0  | 3-1  | 2-0  | –––– | 3-1  | 1-0  | 1-2  | 1-2  | 1-0  | 5-1  | 1-3  |
| Shimizu S-Pulse   | 1-2  | 1-1  | 1-0  | 4-3  | _-_  | 1-2  | 2-1  | 3-1  | 1-0  | 6-4  | 0-4  | –––– | 3-1  | 0-0  | 0-2  | 2-0  | 2-1  | 0-5  |
| Shonan Bellmare   | 0-2  | 0-3  | 1-1  | 1-2  | 1-2  | 1-1  | 1-1  | 2-1  | 1-2  | 1-1  | 0-2  | 1-1  | –––– | 3-2  | 2-2  | 3-2  | 1-2  | 1-2  |
| FC Tokyo          | 2-0  | 1-2  | 2-2  | 1-4  | 3-0  | 2-0  | 3-1  | 2-0  | 0-1  | 2-3  | 0-1  | 2-0  | 2-1  | –––– | 3-2  | 2-0  | 4-1  | 0-2  |
| Urawa Reds        | 1-0  | 2-5  | 2-1  | 3-1  | 2-1  | 1-3  | 1-0  | 4-3  | 4-0  | 6-2  | 3-1  | 0-1  | 0-1  | 2-2  | –––– | 1-1  | 1-1  | 2-3  |
| Vegalta Sendai    | 0-1  | 1-1  | 1-1  | 2-1  | 2-1  | 2-1  | 2-1  | 6-0  | 2-1  | 1-1  | 0-2  | 0-0  | 6-0  | 0-0  | 3-3  | –––– | 1-1  | 0-0  |
| Ventforet Kofu    | 1-1  | 1-2  | 2-1  | 3-0  | 3-1  | 1-3  | 0-1  | 0-0  | 0-3  | 0-0  | 2-0  | 0-2  | 0-1  | 1-1  | 0-1  | 0-1  | –––– | 0-0  |
| F·Marinos         | 0-2  | 1-1  | 2-1  | 1-1  | 1-1  | 2-1  | 1-2  | 1-1  | 2-1  | 2-1  | 1-0  | 1-0  | 4-2  | 3-2  | 3-0  | 0-0  | 1-1  | –––– |

## Statistiche

### Classifica in divenire
| [ 29 ]            | 1ª              | 2ª | 3ª | 4ª | 5ª | 6ª | 7ª | 8ª | 9ª | 10ª | 11ª | 12ª | 13ª | 14ª | 15ª | 16ª | 17ª | 18ª | 19ª | 20ª | 21ª | 22ª | 23ª | 24ª | 25ª | 26ª | 27ª | 28ª | 29ª | 30ª | 31ª | 32ª | 33ª | 34ª |    |
| ----------------- | --------------- | -- | -- | -- | -- | -- | -- | -- | -- | --- | --- | --- | --- | --- | --- | --- | --- | --- | --- | --- | --- | --- | --- | --- | --- | --- | --- | --- | --- | --- | --- | --- | --- | --- | -- |
| [ 29 ]            | Albirex Niigata | 0  | 0  | 1  | 1  | 4  | 4  | 7  | 7  | 10  | 11  | 14  | 14  | 14  | 17  | 17  | 17  | 20  | 23  | 26  | 27  | 27  | 30  | 33  | 33  | 36  | 36  | 37  | 40  | 40  | 43  | 46  | 49  | 52  | 55 |
| Cerezo Osaka      | 3               | 6  | 9  | 10 | 10 | 10 | 11 | 12 | 15 | 16  | 17  | 20  | 23  | 24  | 27  | 27  | 30  | 30  | 30  | 33  | 36  | 37  | 38  | 39  | 40  | 41  | 44  | 47  | 50  | 50  | 53  | 56  | 56  | 59  |    |
| Júbilo Iwata      | 1               | 1  | 1  | 2  | 2  | 2  | 2  | 5  | 5  | 6   | 6   | 6   | 7   | 8   | 11  | 12  | 13  | 13  | 13  | 13  | 14  | 15  | 15  | 16  | 19  | 19  | 19  | 20  | 20  | 20  | 20  | 20  | 20  | 23  |    |
| Kashima Antlers   | 1               | 4  | 5  | 5  | 8  | 11 | 12 | 15 | 16 | 19  | 19  | 22  | 25  | 25  | 28  | 28  | 29  | 29  | 32  | 32  | 35  | 38  | 38  | 41  | 41  | 44  | 47  | 50  | 50  | 53  | 56  | 56  | 59  | 59  |    |
| Kashiwa Reysol    | 3               | 3  | 3  | 6  | 7  | 7  | 10 | 10 | 11 | 14  | 17  | 17  | 17  | 17  | 20  | 23  | 24  | 25  | 28  | 29  | 30  | 33  | 36  | 36  | 36  | 37  | 38  | 38  | 41  | 41  | 42  | 42  | 45  | 48  |    |
| Kawasaki Frontale | 0               | 1  | 1  | 2  | 3  | 3  | 6  | 6  | 9  | 12  | 13  | 16  | 19  | 22  | 22  | 25  | 28  | 28  | 28  | 29  | 32  | 32  | 35  | 36  | 39  | 39  | 42  | 45  | 48  | 48  | 51  | 54  | 57  | 60  |    |
| Nagoya Grampus    | 1               | 1  | 4  | 7  | 8  | 11 | 11 | 12 | 12 | 12  | 12  | 12  | 12  | 15  | 15  | 18  | 21  | 24  | 27  | 30  | 31  | 32  | 35  | 36  | 36  | 36  | 36  | 37  | 37  | 40  | 43  | 46  | 47  | 47  |    |
| Oita Trinita      | 0               | 1  | 2  | 2  | 2  | 2  | 2  | 3  | 3  | 3   | 3   | 6   | 7   | 8   | 8   | 8   | 8   | 8   | 8   | 9   | 9   | 10  | 10  | 10  | 10  | 10  | 10  | 10  | 13  | 13  | 13  | 14  | 14  | 14  |    |
| Omiya Ardija      | 1               | 4  | 5  | 8  | 11 | 14 | 17 | 20 | 23 | 26  | 26  | 29  | 32  | 33  | 36  | 36  | 36  | 36  | 36  | 36  | 36  | 36  | 36  | 39  | 39  | 39  | 39  | 39  | 39  | 39  | 39  | 39  | 42  | 45  |    |
| Sagan Tosu        | 1               | 2  | 5  | 6  | 6  | 6  | 6  | 7  | 7  | 10  | 10  | 10  | 10  | 11  | 14  | 14  | 14  | 17  | 17  | 17  | 20  | 23  | 26  | 27  | 30  | 33  | 33  | 33  | 33  | 36  | 39  | 42  | 45  | 45  |    |
| Sanfrecce         | 0               | 3  | 4  | 7  | 7  | 10 | 13 | 14 | 15 | 15  | 18  | 21  | 24  | 27  | 30  | 33  | 36  | 39  | 39  | 42  | 43  | 44  | 44  | 44  | 44  | 47  | 50  | 53  | 53  | 56  | 57  | 57  | 60  | 63  |    |
| Shimizu S-Pulse   | 1               | 1  | 2  | 2  | 5  | 8  | 9  | 12 | 12 | 12  | 15  | 15  | 18  | 18  | 18  | 21  | 22  | 23  | 23  | 26  | 26  | 26  | 29  | 32  | 35  | 35  | 38  | 38  | 41  | 44  | 44  | 47  | 50  | 50  |    |
| Shonan Bellmare   | 0               | 1  | 2  | 2  | 3  | 3  | 6  | 6  | 6  | 6   | 9   | 9   | 9   | 10  | 10  | 13  | 13  | 16  | 16  | 16  | 17  | 17  | 17  | 20  | 20  | 23  | 24  | 25  | 25  | 25  | 25  | 25  | 25  | 25  |    |
| FC Tokyo          | 3               | 6  | 6  | 6  | 6  | 6  | 9  | 12 | 15 | 16  | 16  | 19  | 19  | 19  | 20  | 23  | 26  | 27  | 30  | 31  | 31  | 32  | 32  | 35  | 38  | 41  | 44  | 44  | 47  | 48  | 48  | 51  | 51  | 54  |    |
| Urawa Reds        | 3               | 6  | 7  | 10 | 13 | 16 | 16 | 16 | 17 | 18  | 21  | 24  | 27  | 30  | 31  | 31  | 31  | 34  | 37  | 37  | 40  | 43  | 43  | 46  | 46  | 47  | 48  | 51  | 54  | 57  | 58  | 58  | 58  | 58  |    |
| Vegalta Sendai    | 1               | 1  | 4  | 5  | 5  | 8  | 8  | 9  | 10 | 13  | 16  | 17  | 17  | 18  | 21  | 22  | 22  | 25  | 28  | 31  | 32  | 32  | 33  | 33  | 36  | 39  | 40  | 41  | 44  | 44  | 45  | 45  | 45  | 45  |    |
| Ventforet Kofu    | 1               | 1  | 1  | 2  | 5  | 8  | 9  | 10 | 13 | 14  | 14  | 14  | 14  | 14  | 14  | 14  | 14  | 14  | 17  | 18  | 18  | 21  | 24  | 25  | 28  | 29  | 29  | 30  | 30  | 31  | 34  | 35  | 36  | 37  |    |
| F·Marinos         | 3               | 6  | 9  | 12 | 15 | 18 | 18 | 19 | 20 | 20  | 23  | 24  | 27  | 28  | 28  | 31  | 34  | 35  | 38  | 41  | 44  | 44  | 47  | 47  | 48  | 51  | 52  | 53  | 56  | 59  | 59  | 62  | 62  | 62  |    |

### Classifiche di rendimento
| \| Andata \| Andata \| Ritorno \| Ritorno \| \| \| \| \| \| \| Omiya Ardija \| 36 \| F·Marinos \| 38 \| \| Sanfrecce \| 36 \| Albirex Niigata \| 35 \| \| F·Marinos \| 34 \| Kawasaki Frontale \| 32 \| \| Urawa Reds \| 31 \| Sagan Tosu \| 32 \| \| Cerezo Osaka \| 30 \| Kashima Antlers \| 30 \| \| Kashima Antlers \| 29 \| Cerezo Osaka \| 29 \| \| Kawasaki Frontale \| 28 \| FC Tokyo \| 28 \| \| FC Tokyo \| 26 \| Urawa Reds \| 27 \| \| Kashiwa Reysol \| 24 \| Sanfrecce \| 26 \| \| Vegalta Sendai \| 22 \| Shimizu S-Pulse \| 26 \| \| Shimizu S-Pulse \| 22 \| Nagoya Grampus \| 26 \| \| Nagoya Grampus \| 21 \| Kashiwa Reysol \| 24 \| \| Albirex Niigata \| 20 \| Vegalta Sendai \| 23 \| \| Ventforet Kofu \| 14 \| Ventforet Kofu \| 23 \| \| Sagan Tosu \| 14 \| Shonan Bellmare \| 12 \| \| Júbilo Iwata \| 13 \| Júbilo Iwata \| 10 \| \| Shonan Bellmare \| 13 \| Omiya Ardija \| 9 \| \| Oita Trinita \| 8 \| Oita Trinita \| 6 \| |        |                   |         |
| Andata | Andata | Ritorno           | Ritorno |
| |        |                   |         |
| Omiya Ardija | 36     | F·Marinos         | 38      |
| Sanfrecce | 36     | Albirex Niigata   | 35      |
| F·Marinos | 34     | Kawasaki Frontale | 32      |
| Urawa Reds | 31     | Sagan Tosu        | 32      |
| Cerezo Osaka | 30     | Kashima Antlers   | 30      |
| Kashima Antlers | 29     | Cerezo Osaka      | 29      |
| Kawasaki Frontale | 28     | FC Tokyo          | 28      |
| FC Tokyo | 26     | Urawa Reds        | 27      |
| Kashiwa Reysol | 24     | Sanfrecce         | 26      |
| Vegalta Sendai | 22     | Shimizu S-Pulse   | 26      |
| Shimizu S-Pulse | 22     | Nagoya Grampus    | 26      |
| Nagoya Grampus | 21     | Kashiwa Reysol    | 24      |
| Albirex Niigata | 20     | Vegalta Sendai    | 23      |
| Ventforet Kofu | 14     | Ventforet Kofu    | 23      |
| Sagan Tosu | 14     | Shonan Bellmare   | 12      |
| Júbilo Iwata | 13     | Júbilo Iwata      | 10      |
| Shonan Bellmare | 13     | Omiya Ardija      | 9       |
| Oita Trinita | 8      | Oita Trinita      | 6       |

### Primati stagionali
|  | Capoliste solitarie - dalla 4ª alla 7ª giornata: F·Marinos - dalla 8ª alla 16ª giornata: Omiya Ardija - dalla 18ª alla 20ª giornata: Sanfrecce - 21ª giornata: F·Marinos - dalla 23ª alla 27ª giornata: F·Marinos - dalla 29ª alla 33ª giornata: F·Marinos - 34ª giornata: Sanfrecce |